# Voznice
Voznice är en ort i Tjeckien.   Den ligger i regionen Mellersta Böhmen, i den centrala delen av landet, 30 km söder om huvudstaden Prag. Voznice ligger 374 meter över havet och antalet invånare är 459.
Terrängen runt Voznice är varierad.Runt Voznice är det ganska glesbefolkat, med 28 invånare per kvadratkilometer. Närmaste större samhälle är Dobříš, 5,3 km sydväst om Voznice. I omgivningarna runt Voznice växer i huvudsak blandskog.